# Ranunculus crenatus
Ranunculus crenatus là một loài thực vật có hoa trong họ Mao lương. Loài này được Waldst. & Kit. miêu tả khoa học đầu tiên năm 1799.